# Banner of the Stars I

Banner of the Stars I, ou tout simplement Banner of the Stars (星界の戦旗, Senkai no senki), est l'adaptation du premier tome de la série Banner of the Stars en une série animée de 13 épisodes diffusée au Japon en 2000 sur la chaîne payante WOWOW. Elle prend la suite de Crest of the Stars et a été réalisée par la même équipe au sein du studio Sunrise. Comme pour Crest of the Stars, la série a été résumée, avec quelques séquences inédites, en un film sorti directement en vidéo. Banner of the Stars a été commercialisée aux États-Unis par Bandai ; en 2009, elle est inédite en France.
Banner of the Stars reprend l'évolution des rapports entre Lamhirh et Ghintec sur fond de guerre entre l'Empire humain des Abh et la Triple Alliance. La continuité avec Crest of the Stars est assurée par de nombreux éléments. La structure de la série est la même. Le premier épisode s'ouvre par l'anticipation d'une scène clef entièrement dite en baronh non sous-titré. La séquence pré-générique de chaque épisode comporte une introduction en baronh sous-titré portant sur le contexte : contrairement à Crest of the Stars, elle varie peu d'un épisode à l'autre. Hormis le générique de fin, la musique est la même que celle de Crest of the Stars.

## Fiche technique

### Production
Origine : Japon
Titre original : Seikai no senki (星界の戦旗) (l'étendard de guerre des étoiles)
Titre international : Banner of the Stars ou Battle Flag of the Stars
Type : série TV
Genre : space opera
Durée : 13 x 25 minutes
Année de production : 2000
Produit par : Sunrise, WOWOW, Bandai Visual
Histoire originale : Hiroyuki Morioka
Illustrations originales : Takami Akai, Keiichi Eda
Producteurs : Masaki Kaifu, Mikihiro Iwata, Tsutomu Sugita, Korefumi Seki
Réalisateur : Yasuchika Nagaoka
Scénario : Tsutomu Makiya, Yuichiro Takeda
Character Design : Keisuke Watabe
Mechanical Design : Kunihiko Inoue, Mitsuru Ohwa, Yasuhiko Moriki
Directeur artistique : Tomoaki Okada
Coloriste : Sayoko Yokoyama
Montage : Takeshi Seyama
Directeur de la photographie : Hisao Shirai
Directeur du son : Katsuyoshi Kobayashi
Musique : Katsuhisa Hattori
Générique de fin : Pink
- paroles : Maho Mori
- musique : Hideo Saito
- interprétation : Yuamu

### Voix
- Lamhirh : Ayako Kawasumi
- Ghintec : Yuka Imai
- Narrateur : Haruhiko Jo
- Atosrÿac : Miho Yamada
- Saubach : Mitsuki Saiga
- Samsonn : Akio Ōtsuka
- Aicrÿac : Kaori Shimizu
- Dusanh : Kaneto Shiozawa
- Cénéch : Chiharu Suzuka
- Spaurh : Rika Fukami
- Cfadiss : Susumu Chiba
- Nélaith et Néféc Biboth : Kazuhiko Inoue

## Liste des épisodes
Note : le titre original japonais est suivi de sa transcription en baronh.
1. Saikai (再会, Retrouvailles) / Adaüssoth ; première diffusion le 14 avril 2000
2. Gen'en sakusen (幻炎作戦, Opération Feu follet) / Cfazaitec rainibr ; première diffusion le 21 avril 2000
3. Totsugekikan Bāsuroiru (突撃艦“バースロイル”, Le vaisseau d'attaque Basrogrh) / Gairh Basrogrh ; première diffusion le 28 avril 2000
4. Uijin (初陣, L'épreuve du feu) / Fitlachoth ; première diffusion le 12 mai 2000
5. Hanayakana kyōki (華やかな狂気, La superbe folie) / Lafaicec gnana ; première diffusion le 19 mai 2000
6. Toburai no bansan (弔いの晩餐, Dîner du souvenir) / Gycec loborhotr ; première diffusion le 26 mai 2000
7. Kurayami no tōbō (くらやみの逃亡, Fuite dans le noir) / Dicecoth dacr gaimr ; première diffusion le 2 juin 2000
8. Kessen zenya (決戦前夜, Veillée d'armes) / Goïc raïchacarr ; première diffusion le 9 juin 2000
9. Bāsuroiru no tatakai (バースロイルの戦い, La bataille du Basrogrh) / Tlachoth Basrogrr ; première diffusion le 16 juin 2000
10. Nagareru hoshi (流れる星, Météorite) / Cothec dagnéna ; première diffusion le 23 juin 2000
11. Shakuntesu no senjō (灼熱の戦場, Le champ de bataille enflammé) / Ïucrabh bïara ; première diffusion le 30 juin 2000
12. Aputeikku mon-oki kaisen (アプティック門沖会戦, La bataille du portail d'Apticec) / Raïchacarh üécr sauder Apticer ; première diffusion le 7 juillet 2000
13. Kizuna no katachi (絆のかたち, La forme du lien) / Claith sitonr ; première diffusion le 14 juillet 2000

## Remarques
Après Crest of the Stars, conçu par Hiroyuki Morioka comme une introduction à Banner of the Stars, le spectateur entre dans le vif du sujet : l'évolution des rapports entre Lamhirh et Ghintec et la guerre entre l'Empire humain des Abh et la Triple Alliance. Cette partie de l'histoire est de loin le plus militaire : le spectateur suit les développements de l'opération Feu follet (scènes avec Dusanh, Cénéch, Spaurh et les frères Biboth) et le déroulement de l'opération avec l'équipage du Basrogrh. Cela permet de pénétrer au cœur de la Spatiale, élément essentiel de la société abh, et de mieux comprendre comment fonctionne cette société.
Comme dans Crest of the Stars, l'habileté de l'auteur a été de ne pas noyer l'histoire dans les péripéties de la guerre. Le cœur des événements, c'est bien la relation entre Lamhirh et Ghintec et la création de ce lien qui donne son titre au premier tome de Banner of the Stars. Ghintec a toujours autant de difficulté à trouver sa place dans la société abh, mais considère le Basrogrh comme son véritable foyer, allant jusqu'à placer sur la porte de sa cabine l'écriteau "la plus petite demeure seigneuriale de l'Empire" (garich bosm leupena frybarer). Au terme de la série, Lamhirh et Ghintec ont admis l'existence d'un lien entre eux, lien qui prend un sens nouveau dans Banner of the Stars II.

## Sources et liens
(en) Banner of the Stars I sur Anime News Network